# Libellula jesseana
Libellula jesseana is een libellensoort uit de familie van de korenbouten (Libellulidae), onderorde echte libellen (Anisoptera).
De soort staat op de Rode Lijst van de IUCN als kwetsbaar, beoordelingsjaar 2007. Libellula jesseana komt alleen voor in Florida.
De wetenschappelijke naam Libellula jesseana is voor het eerst geldig gepubliceerd in 1922 door Williamson.